# إليزابيث كامينغز
إليزابيث كامينغز (بالإنجليزية: Elisabeth Cummings)‏ هي رسامة أسترالية، ولدت في 1934.